# Trobentica
Trobentica (znanstveno ime Primula vulgaris) je trajnica in najbolj razširjena predstavnica rodu jegličev (Primula) v Sloveniji. Ima nagubane, spodaj dlakave liste in rumene cvetove na dlakastih cvetnih pecljih, ki poganjajo iz korenike. Njen naravni habitat obsega zahodno in jugovzhodno Evropo, severozahodno Afriko in jugozahodno Azijo. Raste med 10 in 30 cm visoko, stebla poganja iz rozete z zimzelenimi listi. Na severni polobli cveti med februarjem in aprilom na travnikih in pobočjih. Močno nagubani listi so dolgi 5–25 cm in široki 2–6 cm z valovitim robom . Steblo je izjemno nizko in se skriva v sredici rozete. Rumeni, občasno pa tudi belo-rumeni aktinomorfni cvetovi se nahajajo posmično na steblih. Znanstveno poimenovanje izhaja iz latinskega pridevnika 'primus', ki pomeni prvi, ki nakazuje na zgodnjo pojavitev rastline v koledarskem letu. Pridevnik 'vulgaris', ki tudi izhaja iz latinščine in pomeni 'močno razširjen', opisuje veliko razširjenost trobentic.